# Distrito electoral de Whitman (condado de Grant, Nebraska)
Whitman (en inglés: Whitman Precinct) es un distrito electoral ubicado en el condado de Grant en el estado estadounidense de Nebraska. En el Censo de 2010 tenía una población de 190 habitantes y una densidad poblacional de 0,27 personas por km².

## Geografía
Whitman se encuentra ubicado en las coordenadas 41°55′10″N 101°30′54″O / 41.91944, -101.51500. Según la Oficina del Censo de los Estados Unidos, Whitman tiene una superficie total de 690.95 km², de la cual 684.93 km² corresponden a tierra firme y (0.87%) 6.02 km² es agua.

## Demografía
Según el censo de 2010, había 190 personas residiendo en Whitman. La densidad de población era de 0,27 hab./km². De los 190 habitantes, Whitman estaba compuesto por el 98.42% blancos, el 0% eran afroamericanos, el 0% eran amerindios, el 0% eran asiáticos, el 0% eran isleños del Pacífico, el 1.58% eran de otras razas y el 0% pertenecían a dos o más razas. Del total de la población el 2.11% eran hispanos o latinos de cualquier raza.